# یاکوو سمیرنوف
یاکوو سمیرنوف (به انگلیسی: Yakov Smirnoff) (زاده ۲۴ ژانویه۱۹۵۱)، بازیگر اوکراینی-آمریکایی است.
از فیلم‌های معروف او می‌توان به بازی در فیلم مسکو روی هادسن، گودال پول اشاره کرد.